# Stalin: A Biography
Stalin: A Biography é uma biografia de Josef Stalin escrita por Robert Service. Foi publicada em 2004 com grande êxito. 
O livro é um relato de peso e descritivo da vida de Stalin, cobrindo em detalhes de sua juventude, ascensão ao poder e governo. Utiliza um estilo pessoal que 'humaniza Stalin, sem nunca diminuir a extensão das atrocidades que ele desencadeou sobre a população soviética'. 